# Krin
Le krin (ou kélé) est un tambour à fente dont l'origine se trouverait en Guinée forestière.

## Histoire
Le premier but de cet instrument était de permettre la transmission de messages entre villages éloignés. Le Krin accompagne la danse et d'autres événements de la vie villageoise. Il est utilisé le plus souvent en accompagnement d'autres instruments. 
Les sons produits rappellent les sons de la forêt et en Guinée, il est traditionnellement utilisé par des initiés. L'ensemble des ballets africains, ensemble national de la Guinée, utilise occasionnellement cet instrument.
La réalisation d'un krin se fait à l'aide d'une bille de bois, voir rarement d'une tige de bambou dense, dont l'intérieur est évidé et qui dispose de 3 ou 4 fentes.  Le musicien joue en frappant les lattes entre les fentes à l'aide de deux baguettes de bois. L'instrument est alors généralement posé au sol.